# Shinshintō
Shinshintō (in giapponese: 新進党), traducibile in Nuovo Partito del Progresso, noto altresì con la denominazione di New Frontier Party - NFP (dall'inglese: Partito della Nuova Frontiera), fu un partito politico giapponese di matrice centrista, operativo dal 1994 al 1997.

## Storia
Il partito fu fondato nel 1994 attraverso la fusione di cinque distinte forze politiche:
- Shinseitō (Partito del Rinnovamento Giapponese);
- Kōmeitō (Partito del Governo Pulito);
- Nihon Shintō (Nuovo Partito Giapponese);
- Minshu Shakai-tō (Partito Democratico Socialista);
- Jiyū-Kaikaku-Rengō (Unione della Riforma Liberale, 自由改革連合), gruppo sorto nel 1994 dall'aggregazione di vari movimenti scissisi dal Partito Liberal Democratico.

Il nuovo soggetto politico prese parte alle elezioni parlamentari del 1996 piazzandosi al secondo posto col 28% dei voti, dietro i liberal-democratici (alle parlamentari del 1993 Shinseitō aveva ottenuto il 10,1% dei voti, Kōmeitō l'8,1%, Nihon Shintō l'8% e il Partito Socialista Democratico il 3,5%).
Successivamente Shinshintō andò incontro ad un rapido declino, disgregandosi in varie formazioni:
- il «Nuovo Partito della Pace» (新党平和, Shintō Heiwa) e il «Club Alba» (黎明クラブ, Reimei-kurabu), che dettero vita al «Nuovo Kōmeitō»;
- il Partito Liberale;
- «Voce del Popolo» (国民の声, Kokumin-no-koe), poi fusosi col «Partito del Sole» (太陽党, Taiyōtō) dell'ex primo ministro Tsutomu Hata costituendo così il «Partito del Buon Governo» (民政党, Minseitō);
- il «Nuovo Partito della Fratellanza» (新党友愛, Shintō Yūai).

Il Partito del Buon Governo e il Nuovo Partito della Fratellanza, a loro volta, nel 1998 confluirono nel Partito Democratico del Giappone (DPJ), successore del Partito Democratico fondato nel 1996 (al quale avevano aderito vari esponenti politici che, intendendo porre fine all'alleanza coi liberal-democratici, erano fuoriusciti dal Partito Socialista Giapponese e da Shintō Sakigake). Nel DPJ confluirono anche l'Unione della Riforma Democratica (民主改革連合, Minshu-Kaikaku-Rengō) e, nel 2003, il summenzionato Partito Liberale.

## Risultati
| Elezione          | Voti       | %     | Seggi     |
| ----------------- | ---------- | ----- | --------- |
| Parlamentari 1996 | 15.580.053 | 28,04 | 156 / 500 |